# Dawid Liwszic
Dawid Liwszic (hebr.: דוד ליבשיץ, ang.: David Livschitz, ur. 12 maja 1897 w Rosji, zm. 30 października 1973) – izraelski polityk, w latach 1951–1959 poseł do Knesetu z listy Mapam.
W wyborach parlamentarnych w 1949 nie dostał się do izraelskiego parlamentu, jednak 12 kwietnia 1951 objął mandat poselski po rezygnacji Jicchaka Tabenkina.  W wyborach, które odbyły się 30 lipca udało mu się dokonać reelekcji. W trakcie tej kadencji opuścił Mapam, przez jakiś czas należał do efemerycznej partii Achdut ha-Awoda – Frakcja Niezależna, by ostatecznie dołączyć do Mapai. Z listy tego ugrupowania w wyborach w 1955 ponownie dostał się do parlamentu.